# Alex Marte
Alex Marte (ur. 29 września 1979 w Mediolanie) − włoski aktor pornograficzny, kulturysta i model.

## Życiorys

### Wczesne lata
Urodził się w Mediolanie. Dorastał na prowincji Tarent w Apulii. Pracował jako murarz i trener osobisty. Był też striptizerem i tancerzem go-go na Sycylii, w Rzymie w Muccassassinie, a także w wielu klubach w Europie.

### Początki kariery

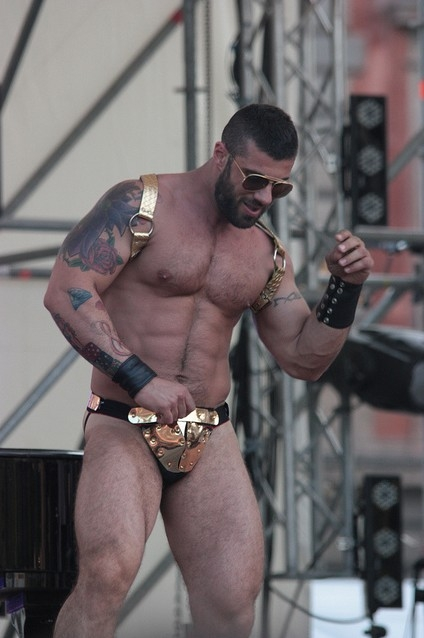
Alex Marte (Europride 2011)

Jako siedemnastolatek rozpoczął karierę fotomodela w Mediolanie. Dwa lata później jako model reklamował bieliznę. Następnie jako kulturysta amator brał udział w zawodach i został instruktorem. Swój wizerunek wykorzystywał na wielkich imprezach gejowskich w Europie.

### Kariera w gejowskiej branży porno
W wieku 28. lat pojawił się na oficjalnych castingach w Rzymie u producenta Ettore Tosiego i zadebiutował przed kamerami w filmie Lucasa Kazana XXX Casting (2007). W lutym 2008 otrzymał propozycję występu w projekcie Lucas Kazan Productions Włosi i inni obcy (Italians and Other Strangers), ale odmówił udziału w tej produkcji.
W grudniu 2008 jego zdjęcie pojawiło się na okładce australijskiego miesięcznika „DNA”. Wystąpił też w sesji fotograficznej z François Sagatem do magazynu „Attitude”.
Powrócił na ekran w Lucas Kazan Productions Sexcursions: LKP Casting 05 (2009) w reżyserii Ettore Tosiego. 20 sierpnia 2010 na rynku wideo ukazał się film Kristena Bjorna Costa Brava: The Wild Coast (2010), gdzie Alex Marte wystąpił jako wykonawca uniwersalny. Film zdobył cztery nominacje do Grabby Award: najlepsza międzynarodowa produkcja, najlepsza scena triolizmu (Alex Marte, Lucas Fox i Marco Salqueiro), najlepsza okładka i najlepszy reżyser (Kristen Bjorn). W październiku 2010 w Berlinie Alex Marte został uhonorowany nagrodą HustlaBall w kategorii „Najlepszy debiutant”. W latach 2011 i 2013 uzyskał nominacje do nagrody Grabby. Później wziął udział w innych produkcjach Kristena Bjorna: Casting Couch 5 (2011) i Casting Couch 194 (2012).
Wkrótce stał się gwiazdą londyńskiej witryny internetowej MenAtPlay.com, gdzie wystąpił w filmach krótkometrażowych: Vanity (2010) w scenie masturbacji, Arousal (2011), Booty Text (2011), Supermartxe Backstage (2011) z Damienem Crosse, Unauthorized Entry (2011), Gambler (2011), Italians (2011) z Francesco D’Macho, Distracted Backstage (2011), Table Service (2012), Hotel Voyeur (2012), Captive (2012) z Samuelem Coltem, Depraved (2013), When I Say Jump (2012) i Guest Service (2013).
We wrześniu 2011, w ogłoszonym przez hiszpański portal 20minutos.es rankingu na najpopularniejszych modeli, aktorów, aktorek, sportowców i piosenkarzy świata, zajął 48. miejsce, a w kategorii „Najbardziej przystojni młodzi mężczyźni” (Hombres jovenes mas guapos) w maju 2014 znalazł się na 41. miejscu. Z kolei w lipcu 2015 wg portalu 20minutos.es w kategorii „Najseksowniejsza gejowska gwiazda porno” (Los actores porno gay mas sexys listado 3) zajął piąte miejsce. W czerwcu 2016 zajął czwarte miejsce w rankingu na „Najbardziej seksownego modela Men at Play” (El modelo mas sexy de Men at Play) 20minutos.es. W czerwcu 2020 był na czternastym miejscu w rankingu 20minutos.es „Gejowska gwiazda porno” (Gay pornstar).
Wystąpił w filmach Lucas Entertainment: Awake (2012) i Masculine Embrace (2014), Stag Homme Studios Mediterranean Stag (2012), Falcon Studios Madrid Sexy (2012), a także Raging Stallion Studios - Addicted (2013), Militia (2013) z Landonem Conradem, Throb (2013) i Heretic (2013).

## Życie prywatne
Jest zdeklarowanym gejem. W 2012 jego partnerem był Spencer Reed.

## Wymiary
| obwód klatki piersiowej | 114,5 cm |
| obwód talii             | 89 cm    |
| obwód bioder            | 107 cm   |
| obwód bicepsa           | 42,5 cm  |

## Nagrody i nominacje
| Rok  | Nagroda                          | Kategoria                                          | Film                               | Inni wykonawcy                | Rezultat  |
| ---- | -------------------------------- | -------------------------------------------------- | ---------------------------------- | ----------------------------- | --------- |
| 2010 | HustlaBall Awards                | Najlepszy debiutant                                | –                                  | –                             | Wygrana   |
| 2011 | Grabby Award                     | Najlepsza scena triolizmu                          | Costa Brava: The Wild Coast (2010) | Lucas Fox i Marco Salgueiro   | Nominacja |
| 2012 | Hotrods – British Gay Porn Award | Najlepszy duet                                     | Sex on Set (2011)                  | Bruno Knight                  | Wygrana   |
| 2012 | Hotrods – British Gay Porn Award | Najlepszy międzynarodowy artysta dyskotekowej kuli | –                                  | –                             | Wygrana   |
| 2013 | Grabby Award                     | Najlepsza scena grupowa                            | Awake (2012)                       | Trenton Ducati i Adam Killian | Nominacja |
| 2015 | PinkX Gay Video Award            | Najlepszy duet                                     | Grrrrrr! (2014)                    | Kris Irons                    | Nominacja |